# La Chapelle-Saint-Sulpice
La Chapelle-Saint-Sulpice település Franciaországban, Seine-et-Marne megyében. Lakosainak száma 239 fő (2022. január 1.). La Chapelle-Saint-Sulpice Saint-Loup-de-Naud, Vulaines-lès-Provins, Maison-Rouge és Chenoise-Cucharmoy községekkel határos.

## Népesség
A település népességének változása:
| Lakosok száma | 232  | 238  | 245  | 243  | 242  | 241  | 240  | 240  | 239  |
|               | 2013 | 2015 | 2016 | 2017 | 2018 | 2019 | 2020 | 2021 | 2022 |